# 고정희
고정희(高靜熙, 1948년 1월 17일~1991년 6월 9일)는 대한민국의 시인이다.

## 생애
전남 해남에서 출생하였고, 한국신학대학을 나왔다. 《현대시학》에 〈연가〉가 추천되어 문단에 나왔으며, ‘목요시’동인으로 활동했다. 1983년 《초혼제》로 ‘대한민국문학상’을 탔다. 1991년 지리산 등반 도중 실족 사고로 작고했다.
시를 쓰는 한편 광주 YWCA 간사와 크리스찬 아카데미 출판부 책임간사, 가정 법률 상담소 출판부장 등을 지내며 사회 활동을 했고, 특히 1980년대 초부터 여자와 남자 그리고 아이들과 어른들이 서로 평등하고 자유롭게 어울려 사는 대안 사회를 모색하는 여성주의 공동체 모임인 ‘또 하나의 문화’에 동인으로 참여하여 중추적인 역할을 했다.

## 평가
고정희의 친구이기도 한 사회학자 조한혜정은 “한편에서는 여성의 고통을 가볍게 아는 ‘머스마’들에 치이고, 다른 한편에서는 민족의 고통을 가볍게 아는 ‘기집아’들에 치이면서 그 틈바구니에서 누구보다 무겁게 십자가를 지고 살았던 시인”이라고 고정희의 삶을 평했다.
시인 나희덕은“서정시의 좁은 틀을 과감하게 부수고 새로운 형식의 가능성을 부단히 탐구했다는 점에서, 정치적으로나 성적으로 금기시되던 시적 언술들을 해방시켰다는 점에서 선구적 역할을 인정받기에 충분했다”며 “고정희가 없었다면 한국문학사에 페미니즘이라는 중요한 인식의 장은 훨씬 더 늦게 열렸을 것이다”고 말했다.
해남신문의 고문인 김원자는 한국 문학사에서 고정희 이전에 ‘여성의 경험’과 ‘여성의 역사성’ 그리고 ‘여성과 사회가 맺는 관계방식’을 특별한 문학적 가치로 강조하고 이론화한 작가는 아무도 없었으며, 초기 시, 기독교적 세계관의 지상실현을 꿈꾸는 희망찬 노래에서부터 민족민중문학에 대한 치열한 모색, 그리고 여성해방을 지향하는 페미니즘 문학의 선구자적 작업에 이르기까지 다양한 시적 탐구는 한국문학사에 남을 귀중한 자산이라고 평가했다.

## 작품

### 시집
- 《누가 홀로 술틀을 밟고 있는가》 (평민사, 1979)
- 《실락원기행》 (인문당, 1981)
- 《초혼제》 (창작과비평사, 1983) ISBN 89-364-2038-0: 장시집이다.
- 《이 시대의 아벨》 (문학과지성사, 1983)
- 《눈물꽃》 (실천문학사, 1986)
- 《지리산의 봄》 (문학과지성사, 1987)
- 《저 무덤 위에 푸른 잔디》 (창작과비평사, 1989)
- 《광주의 눈물비》 (도서출판 동아, 1990)
- 《여성해방출사표》 (동광출판사, 1990)
- 《아름다운 사람하나》 (들꽃세상, 1990) : 연시집이다.
- 《모든 사라지는 것들은 뒤에 여백을 남긴다》 (창작과비평사, 1992) : 유고 시집이다.

#### 시
- 시 〈상한 영혼을 위하여〉: 고통에 맞서 이를 극복하는 태도의 미덕이 주제이다.[4]